# Шапшал, Яков Фёдорович
Яков Фёдорович Шапша́л (1880—1947) — русский и голландский художник. Участник русско-японской и Первой мировой войн. Брат доктора медицины И. Ф. Шапшала.

## Биография
Родился 9 февраля 1880 года[по какому календарю?] в Санкт-Петербурге в караимской семье. Был пятым из шести детей санкт-петербургского 2-й гильдии купца, крупного табачного фабриканта Юфуды Моисеевича Шапшала (1836—1902) и его жены Прасковьи (Бикенеш) Самуиловны, урождённой Айваз (1852—1930). С детства знал французский и немецкий языки, занимался рисованием.
В 1900 году окончил 6-ю Санкт-Петербургскую гимназию и поступил в Императорскую Академию художеств. В 1903 году уехал в Париж, где продолжил художественное образование. Через год вернулся в Россию, участвовал в русско-японской войне, по завершении которой вновь выехал во Францию. Писал городские пейзажи, портреты, натюрморты. Участвовал в выставках Независимых, Национального общества изящных искусств и Осеннем салонах.
Во время Первой мировой войны мобилизован, служил прапорщиком в 130-м пехотном Херсонском полку. Имел награды, был ранен. В 1916 году стал членом Московского товарищества художников, а в 1917-м вошёл в совет Профессионального союза художников-живописцев Москвы. В 1924 году выехал в Гаагу и получил голландское подданство. Продолжил выставлять свои картины, начал писать иконы. Много путешествовал по Европе. В марте 1945 года в мастерскую Шапшала попала фугасная бомба, и многие работы художника погибли.
Жена — Маргарита Юльевна Шапшал, урождённая Бренгоф (1882—1970), живописец. В 1989 году её картины были переданы сыном Георгием в Музей личных коллекций Государственного музея изобразительных искусств имени А. С. Пушкина.
Умер 17 марта 1947 года в Гааге.

## Творчество
Близок к традициям русского сезаннизма. В ранних работах проявлял интерес к французскому искусству рубежа XIX—XX веков. Соприкасался со стилистикой, объединяющей мастеров «Бубнового валета». В некоторых произведениях отмечаются смягчённые отголоски кубистической манеры.

Я. Ф. Шапшал старался, в первую очередь, запечатлеть на холсте своеобразие увиденного места, передать его неповторимую атмосферу и настроение. Поэтому он искал для каждого вида особую манеру изображения, размывая в нежной красочной дымке перспективу туманного бульвара или выделяя тонкими контурами изысканные очертания дворцов Венеции. 
С 1911 года многократного участвовал в выставках Московского товарищества художников, 1-й выставке картин Профессионального союза художников (1918), 1-й выставке картин, рисунков и скульптуры Дворца искусств (1919), 4-й Государственной выставке картин (1919) и других. Выставлялся в Москве и Петрограде вплоть до своего отъезда в Голландию. В эмиграции продолжал участвовать в парижских салонах. Выставлялся в галерее П. Лужецкого (Гаага). В 1936 году принял участие в выставке «Художники Восточной Европы» в Брюсселе. Входил в общество «Независимых» в Роттердаме.
В 1989 году сын художника, швейцарский врач Георгий Шапшал (1911—1999), через советское посольство в Берне передал 42 живописные и 3 графические работы отца для Музея личных коллекций ГМИИ им. А. С. Пушкина и несколько работ в Государственный Русский музей.

## Награды
- Орден св. Станислава 3-й степени с мечами и бантом[6]
- Орден Св. Анны 4-й степени с надписью «За храбрость»[7]